# Tom McCafferty
Pour les articles homonymes, voir McCafferty.
Tom McCafferty est un acteur américain.

## Filmographie
- 2000 : Hitmen
- 2001 : JAG (série télévisée) : lieutenant Mantei
- 2002 : The Keeper : Wilhelm
- 2002 : Lord of the Vampires : Larry
- 2003 : Tremors (série télévisée) : Otto
- 2003 : ER (série télévisée) : le travailleur #1
- 2004 : Vendetta: No Conscience, No Mercy : le voyou irlandais
- 2004 : Tiger Cruise (téléfilm) : Mike
- 2004 : Veronica Mars (série télévisée) : le pompier Bill
- 2005 : 24 (série télévisée) : agent Davis
- 2006 : Xtasy: The Real Story - Part 1 (court métrage) : Chuck
- 2007 : Lords of the Underworld : Jones
- 2007 : CSI: Miami (série télévisée) : le spécialiste d'explosifs
- 2007 : Cake: A Wedding Story : Mike
- 2007 : Monk (série télévisée) : un policier
- 2008 : Black Ops : lieutenant Jackson
- 2011 : The Cape (série télévisée) : l'officier
- 2011 : Exodus Fall
- 2011 : The Young and the Restless (série télévisée) : le détective
- 2011 : All My Children (série télévisée) : Isaac
- 2011 : The Closer (série télévisée) : le garde forestier
- 2012 : Monster Mountain : Jim
- 2012 : The Guest House : Frank
- 2012 : Alienist (court métrage) : docteur Jefferies
- 2013 : Past God : Greg
- 2014 : Halt and Catch Fire (série télévisée) : le député
- 2015 : Escape (court métrage) : l'adorateur